# Universal Content Productions
A Universal Content Productions (UCP) é uma produtora de televisão que opera dentro da divisão Universal Studio Group da NBCUniversal.

## História

### Universal Cable Productions
Em julho de 2008, a Universal Cable Productions foi separada da Universal Media Studios (UMS) e colocada na divisão NBCU Cable Entertainment da NBCUniversal. Originalmente, a UCP foi criada para produzir programas para NBCU e outros canais a cabo, mas passou a produzir programas para qualquer rede ou canal, transmissão ou cabo. Sua contraparte NBCU Broadcasting, Universal Television, também mudou para ser um estúdio de TV de serviço completo.

### Universal Content Productions
No início de 2019, a Universal Cable Productions mudou seu nome para Universal Content Productions para refletir a mudança para o streaming, com a produção de The Umbrella Academy para Netflix e Peacock. Em outubro de 2019, a Universal Content Productions, juntamente com a Universal Television, foi transferida da NBCUniversal Broadcast, Cable, Sports and News para a NBCUniversal Content Studios.
A UCP anunciou em novembro de 2019 o lançamento em 2020 de seu canal de podcast UCP Audio. O estúdio produzirá conteúdo com script e sem script com o primeiro podcast com script da Esmail Corp. Foi anunciado que Dawn Olmstead sairia para se juntar ao Anonymous Content. Em fevereiro de 2021, a UCP iniciou um programa de incubadoras asiáticas, com Soo Hugh sendo um dos primeiros negócios globais. Em maio de 2021, Jennifer Gwartz ingressou na empresa depois de deixar a 20th Television. Mais recentemente, Elliot Page assinou um contrato com o estúdio.